# Josh Osich
Joshua Osich (né le 3 septembre 1988 à Boise, Idaho, États-Unis) est un lanceur de relève gaucher des Red Sox de Boston de la Ligue majeure de baseball.

## Carrière
Joueur des Beavers de l'université d'État de l'Oregon, Josh Osich lance un match sans point ni coup sûr de 13 retraits sur des prises face aux Bruins d'UCLA et Trevor Bauer le 30 avril 2011. La performance survient après qu'il eut raté toute la saison 2010 pour récupérer d'une opération Tommy John au coude gauche subie le 12 janvier 2010.
Il est repêché par les Angels de Los Angeles au 7e tour de sélection en 2010, mais il signe son premier contrat professionnel avec les Giants de San Francisco, qui le réclament au 6e tour en 2011.
Il amorce sa carrière professionnelle en ligues mineures en 2012 avec un des clubs affiliés des Giants. Il gradue pour la première fois au plus haut échelon des mineures en 2015 après avoir maintenu une moyenne de points mérités de seulement 1,59 en 31 matchs et 34 manches lancées pour les Flying Squirrels de Richmond, le club-école de niveau Double-A des Giants, mais obtient son premier rappel dans les majeures après seulement deux matchs joués dans le AAA pour les River Cats de Sacramento.
Josh Osich fait ses débuts dans le baseball majeur pour San Francisco le 3 juillet 2015 face aux Nationals de Washington. Il maintient une brillante moyenne de points mérités de 2,20 en 28 manches et deux tiers lancées lors de 35 sorties en relève à sa saison recrue avec San Francisco en 2015.